# 雅致柳叶菜
雅致柳叶菜（学名：Epilobium clarkeanum）为柳叶菜科柳叶菜属下的一个种。